# Morioka
Morioka (盛岡市; Morioka-ši) je hlavní město prefektury Iwate na ostrově Honšú v Japonsku. Novodobé město Morioka bylo založeno 1. dubna 1889.
Město bylo vybudováno kolem hradu v 17. století a spravováno rodem Nanbu.
Morioka se nachází na řece Kitakami, nejdelší řece regionu Tóhoku. Městu dominuje hora Iwate na severozápadě.

## Osobnosti
- Micumasa Jonai (1880–1948) – předseda vlády
- Futaba Itó (* 2002) – japonská sportovní lezkyně
- Šúto Jamamoto (* 1985) – japonský fotbalista

## Partnerská města
- Victoria, Kanada od roku 1985